# Log nad Škofjo Loko
Log nad Škofjo Loko este o localitate din comuna Škofja Loka, Slovenia, cu o populație de 179 de locuitori.